# Фогель, Ханс
Ханс Фогель (нем. Hans Vogel; 20 января 1900 — 5 апреля 1980) — немецкий гельминтолог. Известен своими работами в области исследования паразитических червей.

## Деятельность
Большая часть научного вклада была сделана Фогелем в период его работы в гамбургском Институте тропической медицины имени Бернарда Нохта; в период с 1963 по 1968 год он был руководителем этого института.
В 1930-х годах Фогель описал цикл развития Opisthorchis felineus. Подробно изучил и описал жизненный цикл и этиологию Echinococcus multilocularis. Участвовал в эксперименте, доказывающем, что макаки могут иметь иммунитет к Schistosoma japonicum, вызывающем шистосомоз.
Один из видов ленточных червей, Echinococcus vogeli, назван в его честь.